# Малое блокадное кольцо
Малое блокадное кольцо — комплекс мемориалов, посвящённых обороне Ленинграда и прорыву блокады города.
Проходит по маршруту Петродворец — Гостилицкое шоссе — деревня Порожки — река Воронка — деревня Керново.
В Малое блокадное кольцо входят следующие мемориалы: «Атака», «Приморский», «Якорь», «Январский гром», «Гостилицкий», «Дальний рубеж», «Берег мужественных».
Весь комплекс мемориалов «Малое блокадное кольцо» входит в Зелёный пояс Славы.

## История
Малое блокадное кольцо является одним из задуманных при создании Зелёного пояса Славы комплексов. Ещё на этапе проектирования единый комплекс монументов Зелёного пояса  Славы  подразумевал в себе деление на несколько отдельных участков: Южная и Северная части Большого блокадного кольца, Малое блокадное кольцо, Западный и Восточный участки Дороги жизни, мемориал на острове Котлин.
Памятные мемориалы  Малого блокадного кольца посвящаются действиям советских войск на Ораниенбаумском плацдарме.
Проекты мемориалов, входящих в Малое блокадное кольцо, разрабатывались в течение нескольких лет — с 1958 года по 1964 год. Работы по разработке этого комплекса мемориалов велись в рамках общих подготовительных работ по открытия  памятников Зелёного пояса Славы.